# 阿尔尼
阿尔尼（法語：Hargnies，法語發音：[aʁɲi]）是法国上法蘭西大區北部省的一个市镇，位于该省东部，属于埃尔普河畔阿韦讷区。

## 地理
阿尔尼（50°15'26"N, 3°50'52"E）面积5.14 平方千米，位于法国上法蘭西大區北部省，该省份为法国最北部的省份及最长的省份，西北濒北海，西接加来海峡省，南至埃纳省和索姆省，东与比利时接壤。
与阿尔尼接壤的市镇（或旧市镇、城区）包括：拉隆格维尔、维约梅尼勒、洛基尼奥勒、桑布尔河桥村。

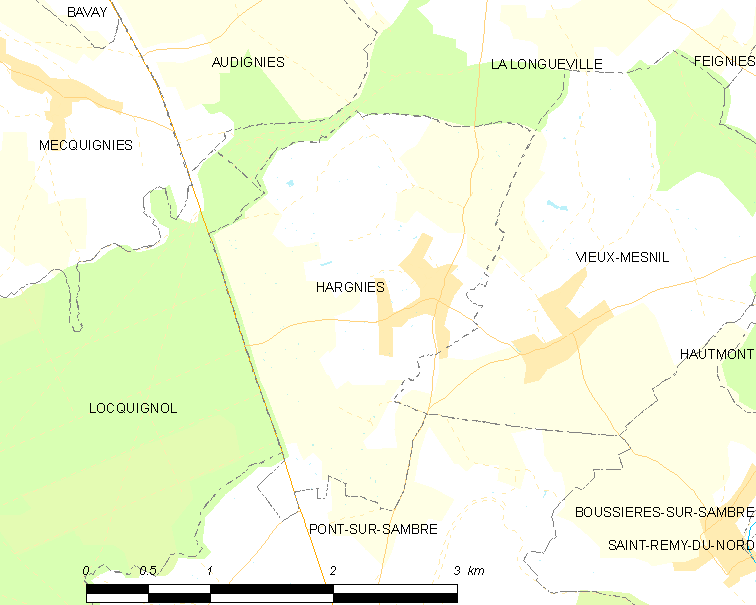
阿尔尼的OSM定位图

阿尔尼的时区为UTC+01:00、UTC+02:00（夏令时）。

## 行政
阿尔尼的邮政编码为59138，INSEE市镇编码为59283。

## 政治
阿尔尼所属的省级选区为欧努瓦-艾姆里县。

## 人口

1962-2008年间阿尔尼人口变化图示

阿尔尼于2022年1月1日时的人口数量为613人。